# Батис (комендант Газы)
Батис, также Бат, Бетис (др.-греч. Βάτις), — персидский фрурарх Газы, казнённый Александром Македонским.
Батис был одним из самых верных и смелых сподвижников Дария III. Он возглавил оборону Газы во время её осады войском Александра Македонского в 332 году до н. э. Во время одного из штурмов македонский царь был ранен. После того как Газа пала, раненый Батис был доставлен к Александру; он не выказал какого-либо страха перед завоевателем и не преклонил перед ним колени. Это привело Александра в ярость и, согласно античной традиции, он казнил Батиса, повторив Ахилла, который провёз привязанное к колеснице тело Гектора. Такой метод казни даже античные историки посчитали не «гомеровским», а «варварским».

## Биография
Согласно описанию Гегесия, процитированному Дионисием Галикарнасским, Батис был тучным чернокожим евнухом. Во время правления персидского царя Дария III, а может и ранее, он занимал пост начальника Газы. По мнению П. Бриана, которое он обосновывал данными нумизматики, Батис был царём Газы, а его обозначение евнухом в античной традиции ошибочно.
В сентябре 332 года до н. э. македонское войско во главе с Александром Великим осадило Газу, так как Батис отказался сдать город. Предварительно Батис набрал войско наёмников из набатеев и, возможно, других семитских народов, а также сделал запасы продовольствия, чтобы выдержать длительную осаду. И. Ш. Шифман отмечает, что набатеи зависели от Газы, так как через город проходил их главный торговый путь к Средиземному морю, и могли оказать Батису необходимую помощь.
Осада Газы длилась два месяца. Во время одного из штурмов Александр был ранен, а «Бетис, считая, что он [Александр] убит, вернулся в город, торжествуя победу». Во время решающего штурма Батис участвовал в сражении, был ранен, однако не отступил, даже покидаемый своими людьми. После пленения комендант Газы был доставлен Леоннатом и Филотой к Александру. Царь, который признавал мужество противника, пообещал ему «все возможные пытки». Однако Батис ничего не ответил на угрозы и не высказал перед завоевателем никакого страха. По свидетельству Курция Руфа и Гегесия, это привело Александра в ярость. Он воскликнул: «Видите ли вы, как он упорно молчит? Склонил ли он колена, просит ли пощады? Но я заставлю его прервать молчание, и если не слова, то исторгну из него хотя бы стоны!» Александр велел привязать бывшего начальника Газы за ремни, продетые через пятки, к колеснице, после чего кони потащили его вокруг города — в подражание поступку Ахилла, мифологического предка Александра по материнской линии, поступившего подобным образом с телом побеждённого им Гектора. Так как «варварский» метод казни практически одинаково описывают оба автора, то, вероятно, у них был общий первоисточник. Предположительно, впервые рассказ об особой казни Батиса появился у Клитарха, однако не исключено, что речь идёт о более поздней традиции. Возможно, описание метода убийства является вымыслом, но сам факт жестокой казни Батиса не вызывает сомнений.

## Оценки
Квинт Курций Руф охарактеризовал Батиса как «исключительно преданного своему царю». Мишель Монтень в «Опытах» писал о доблести и поразительном искусстве Батиса в военном деле. Французский философ привёл три возможные причины жестокой казни Батиса Александром — появление у Александра ревности к чужой доблести; утрата им уважения к храбрости соперников; безудержность гнева перед теми, кто посмел оказать ему сопротивление.
Ф. Шахермайр считал Батиса одним из самых верных и смелых сподвижников Дария III. Также он отмечал, что Александр дополнил жестокую расправу над Батисом казнью защитников Газы и продажей всего населения в рабство.
П. Бриан указывал, что при описании эпизода казни Батиса Курций Руф осуждал поступок Александра, посчитав его не «гомеровским», но «варварским». Х. Туманс отмечал, что при оценке поступка Александра античные и современные историки исходили из моральных предпосылок своего времени, а не эпохи Александра. По мнению Х. Туманса, царь мог сознательно повторить «Ахилла в гневе», чем усилил свой авторитет среди рядовых воинов.